# Lista de grupos ávaros
Essa é uma lista dos subgrupos étnicos ávaros do Cáucaso. Os ávaros se encontram na região do Daguestão, na Rússia.
| Grupo       | População | Localização                     |
| ----------- | --------- | ------------------------------- |
| Akhvakhs    | 10 000    | Daguestão ( Rússia), Azerbaijão |
| Andis       | 25 000    | Daguestão ( Rússia)             |
| Archires    | 12        | Daguestão ( Rússia)             |
| Baguevalais | 10 000    | Daguestão ( Rússia)             |
| Bejetas     | 13 000    | Daguestão ( Rússia), Geórgia    |
| Botliques   | 3 500     | Daguestão ( Rússia)             |
| Caratas     | 4 700     | Daguestão ( Rússia)             |
| Chamalais   | 19 500    | Daguestão, Chechênia ( Rússia)  |
| Didoios     | 15 200    | Daguestão ( Rússia)             |
| Esvartes    | 500       | Daguestão ( Rússia)             |
| Godoberis   | 8 000     | Daguestão ( Rússia)             |
| Guinus      | 4 000     | Daguestão ( Rússia)             |
| Gunzibes    | 6 200     | Daguestão ( Rússia), Geórgia    |
| Tindis      | 10 000    | Daguestão ( Rússia)             |